# Raigs delta

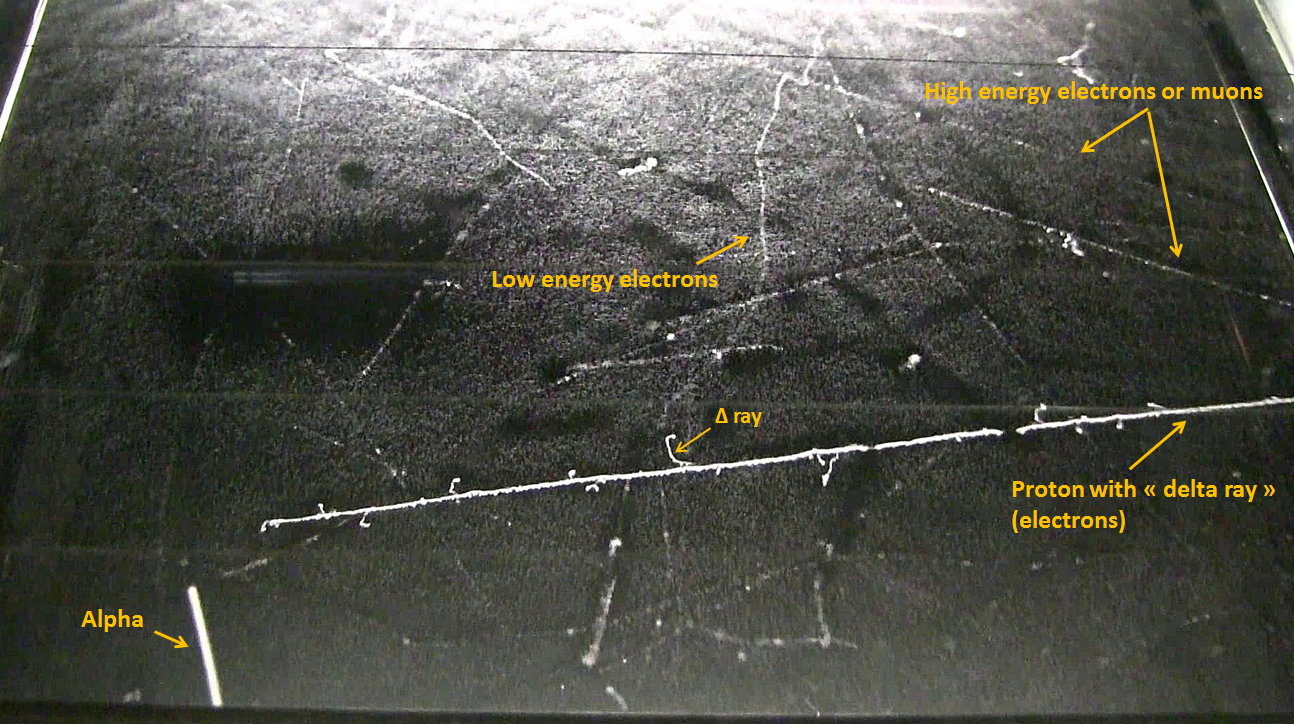
Figura 1: Imatge presa en el Pic du Midi (a 2877 m d'altitud) en una cambra de boira Phywe PJ45 (la grandària de la superfície és de 45 x 45 cm). La imatge mostra les quatre partícules detectables en una cambra de boira: protó, electró, muon (probablement) i alfa. Els raigs delta es veuen associats amb la traça dels protons

Els raigs delta són electrons secundaris amb suficient energia per a escapar a una distància significativa del feix de radiació primari i produir una major ionització.: :25  Aquest terme s'usa a vegades per a descriure qualsevol partícula addicional causada per ionització secundària. El terme va ser encunyat per Joseph John Thomson (1856-1940).

## Característiques
Un llamp delta té la característica d'estar format per electrons molt ràpids produïts en quantitat per partícules alfa o altres partícules ràpides carregades d'energia que expulsen electrons de les seves òrbites atòmiques. En conjunt, aquests electrons es defineixen com a radiació delta quan tenen una energia suficient per a ionitzar més àtoms mitjançant interaccions posteriors per si sols. Els llamps delta apareixen com a branques en la trajectòria principal d'una cambra de boira (veure les figures 1 i 2). Aquestes branques en veuen més prop de l'inici de la trajectòria d'una partícula fortament carregada, on s'imprimeix més energia als electrons ionitzats.

## Raigs delta en acceleradors de partícules

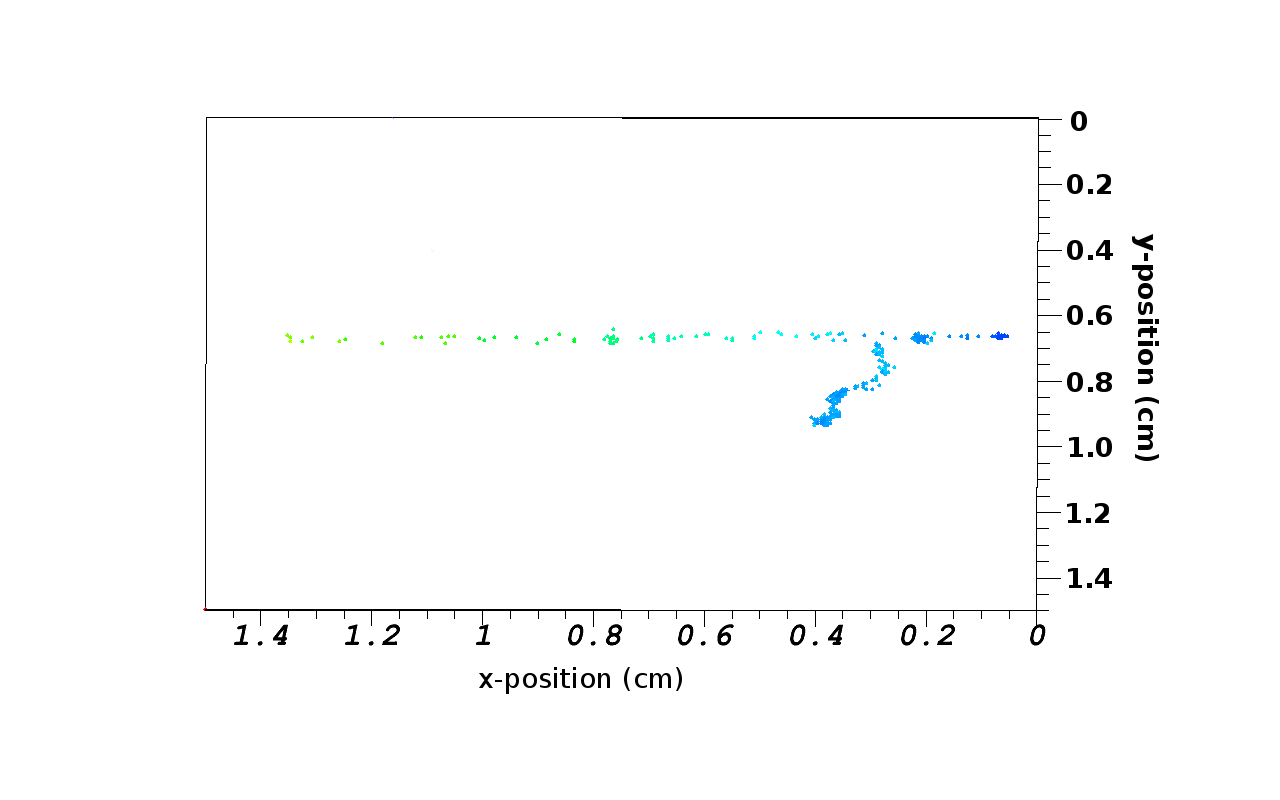
Figura 2: Una representació 3D d'un electró delta eliminat per un muon de 180 GeV, mesurat amb un detector GridPix en el SPS del CERN. El color indica l'altura

També anomenat electró d'efecte en cadena, el terme raig delta també s'usa en física d'altes energies per a descriure electrons individuals en acceleradors de partícules que exhibeixen una desacceleració característica. En una cambra de bombolles, els electrons perdran la seva energia més ràpidament que altres partícules a través de la radiació de frenat i crearan una trajectòria en espiral a causa de la seva petita massa i al camp magnètic. La taxa de Bremsstrahlung és proporcional al quadrat de l'acceleració de l'electró.

## Raigs èpsilon
Un raig èpsilon o radiació èpsilon és un tipus de partícula beta. Son una forma de radiació corpuscular i estan composts per electrons. El terme va ser encunyat per Joseph John Thomson, però rares vegades s'ha utilitzat a partir de 2019.